# Талимарджанская ТЭС
Талимарджа́нская ТЭС (узб. Talimarjon IES) — тепловая электростанция в посёлке Нуристан Нишанского района Кашкадарьинской области Узбекистана мощностью 1700 МВт.

## История

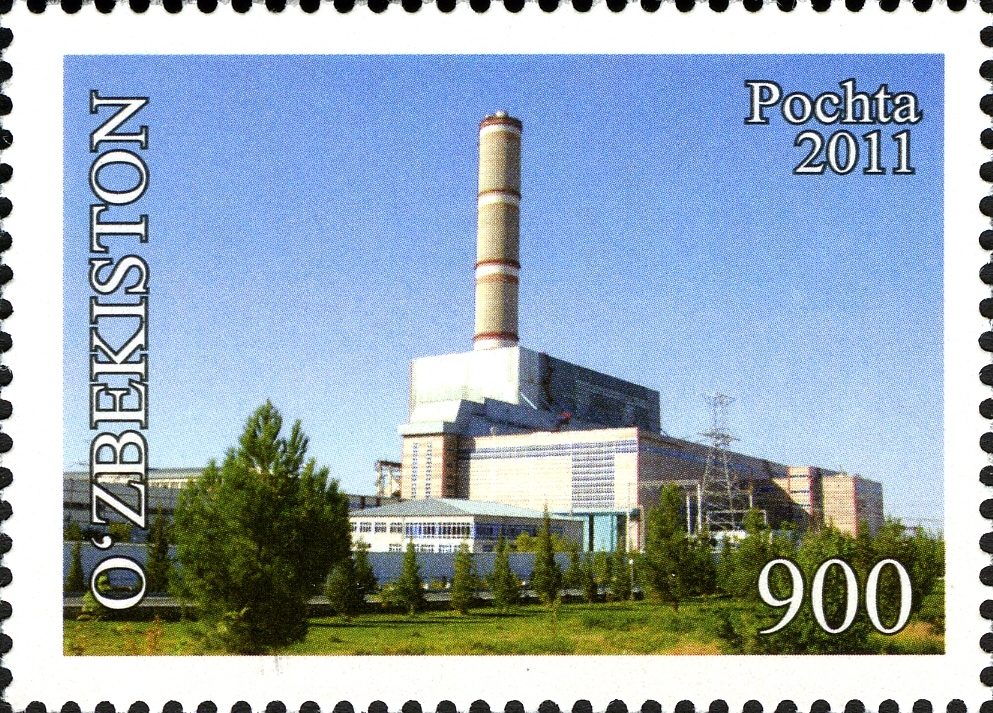
Почтовая марка с изображением первого энергоблока Талимарджанской ТЭС

Проектирование и строительство электростанции началось ещё до распада СССР. Изначальный проект предусматривал строительство 4 энергоблоков мощностью по 800 МВт каждый.
Уже в 80-х возникли проблемы с финансированием строительства. На некоторое время строящаяся электростанция была законсервирована. К середине 1990 года был завершен «нулевой цикл» на энергоблоке № 1 и протянут газопровод от Шуртана.
В декабре 2004 года был запущен энергоблок № 1 мощностью 800 МВт. Данный энергоблок не имеет аналогов в Центральной Азии. Его завершение обошлось в $400 млн. В частности, был привлечене товарный кредит британской фирмы «ANSOL LTD» размером $59,3 млн под гарантии правительства Узбекистана.
Также был создан компьютерный тренажер первого энергоблока. Использование в тренажере программных модулей, применяющихся на настоящем производстве, позволило протестировать основные компоненты АСУ ТП Талимарджанской ГРЭС до её ввода в эксплуатацию.
За первый год работы Талимарджанская ТЭС выработала 4,6 млрд кВт⋅ч электроэнергии.
В 2010 году Азиатский банк развития выделил Узбекистану заем размером $350 млн на модернизацию Талимарджанской ТЭС.
В 2011 году были утверждены основные параметры ТЭО проекта по строительству высоковольтной линии 500 кВ от Талимарджанской ТЭС до ПС «Согдиана».
Во второй половине 2013 года (на 14 месяцев раньше установленного срока) одноцепная линия электропередач длиной 218 км была сдана в эксплуатацию. Стоимость проекта составила $188,494 млн.
В марте 2013 года по итогам тендера был подписан контракт  с консорциумом компаний «Hyundai Engineering and Construction» и «Daewoo International Consortium» на строительство «под ключ» двух парогазовых установок (ПГУ) комбинированного цикла на Талимарджанской ТЭС стоимостью $861,78 млн.
В августе 2016 года была запущена ПГУ-1 мощностью 450 МВт. В ходе строительства была произведена замена грунта на глубину 14 метров с последующим его уплотнением, выполнено 450 тысяч м³ земляных, 55 тысяч м³ бетонных работ, смонтировано 4500 тонн металлоконструкций, проложено 316 км кабелей, смонтировано 30 км трубопроводов. Численность рабочих, задействованных на строительстве, достигала 2300 человек. ПГУ-2 мощностью 314 МВт была введена в строй в ноябре того же года. Общая стоимость проекта — $1,28 млрд. Поставщиком оборудования выступила японская «Mitsubishi Corporation».
Прорабатывается вопрос строительства к 2022 году еще двух парогазовых установок мощностью 450 МВт каждая, с вводом которых установленная мощность ТЭС возрастет до 2600 МВт, а производство электроэнергии — до 20,4 млрд кВт⋅ч в год.

## Характеристики
Высота дымовой трубы энергоблока № 1 — 210 метров (по другим данным — 273 метра)[уточнить]. Каждая из 4 дымовых труб парогазовых установок имеет высоту 85 метром и диаметр 7 метров.
От Талимарджанского водохранилища до ТЭС протянуты две нитки водовода диаметром 80-102 см и протяженностью 18 км.
От Шуртанского газоконденсатного месторождения до электростанции протянут газопровод длиной 26 километров.